# Inducció cap enrere

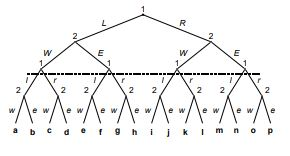
Un joc seqüencial de quatre etapes on els jugadors tenen una previsió limitada.

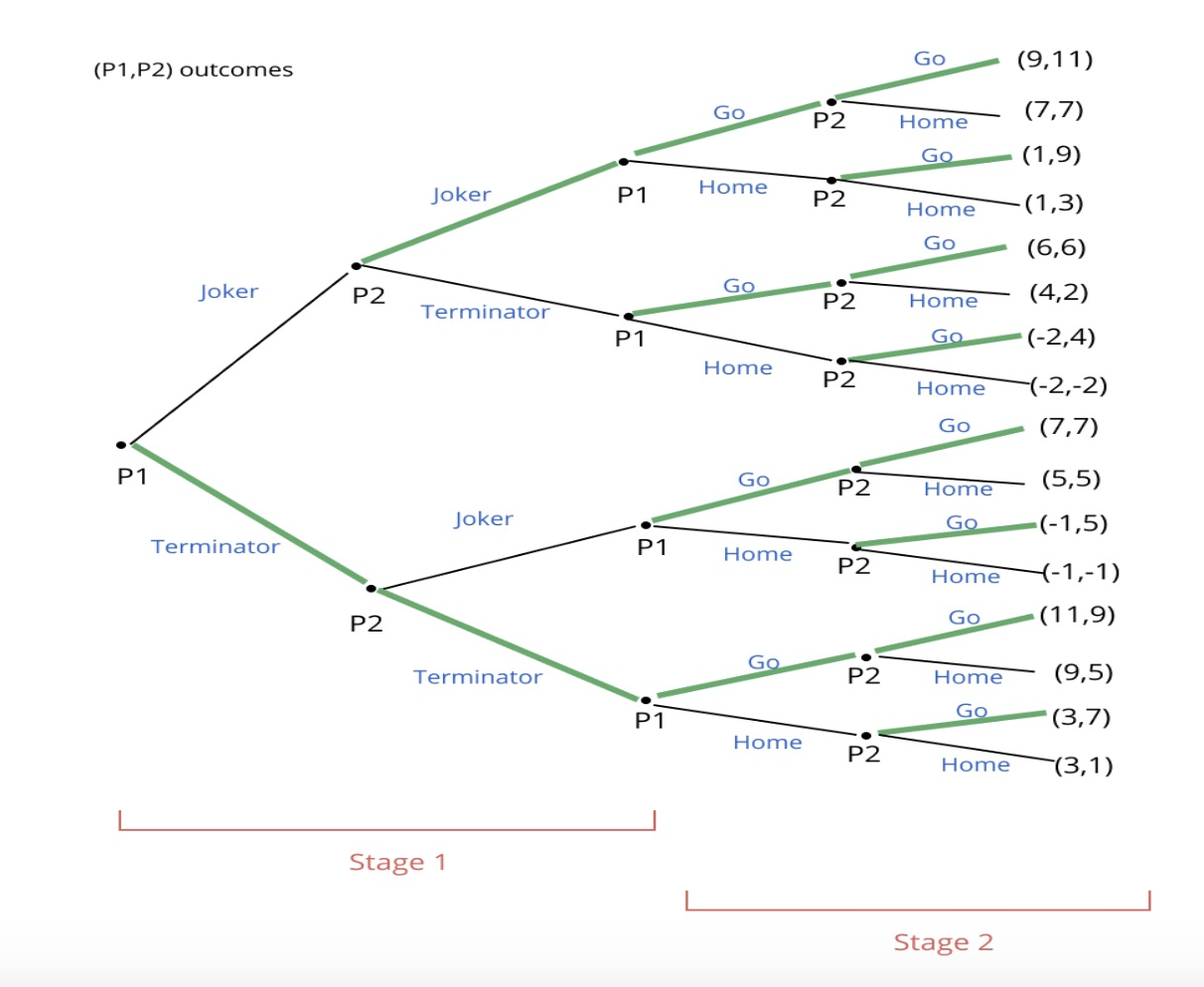
Aquesta és la versió extensa del joc de forma normal que estic intentant fer edicions a la pàgina d'inducció cap enrere, específicament sobre la teoria de jocs.

La inducció cap enrere és el procés de raonament enrere en el temps, des del final d'un problema o situació, per determinar una seqüència d'accions òptimes. Es procedeix examinant l'últim punt en què s'ha de prendre una decisió i després identificar quina acció seria la més òptima en aquell moment. Amb aquesta informació, es pot determinar què fer en el penúltim moment de la decisió. Aquest procés continua cap enrere fins que s'ha determinat la millor acció per a cada situació possible (és a dir, per a cada conjunt d'informació possible) en cada moment. La inducció cap enrere va ser utilitzada per primera vegada el 1875 per Arthur Cayley, que va descobrir el mètode mentre intentava resoldre el famós problema del Secretari.
En el mètode d'optimització matemàtica de la programació dinàmica, la inducció cap enrere és un dels principals mètodes per resoldre l'equació de Bellman. En teoria de jocs, la inducció cap enrere és un mètode utilitzat per calcular els equilibris perfectes de subjocs en jocs seqüencials. L'única diferència és que l'optimització només implica un encarregat de prendre les decisions, que tria què fer en cada moment, mentre que la teoria de jocs analitza com interactuen les decisions de diversos jugadors. És a dir, anticipant què farà l'últim jugador en cada situació, és possible determinar què farà el penúltim jugador, etc. En els camps relacionats de la planificació i programació automatitzada i la demostració de teoremes automatitzats, el mètode s'anomena recerca cap enrere o encadenat cap enrere. Als escacs s'anomena anàlisi retrògrada.
La inducció cap enrere s'ha utilitzat per resoldre jocs sempre que existeix el camp de la teoria de jocs. John von Neumann i Oskar Morgenstern van suggerir resoldre jocs de suma zero i de dues persones per inducció cap enrere a la seva Teoria dels jocs i el comportament econòmic (1944), el llibre que va establir la teoria de jocs com a camp d'estudi.